# السنامة (بني سعد)

تعديل مصدري - تعديل

السنامة هي إحدى قرى عزلة قيهمة بمديرية بني سعد التابعة لمحافظة المحويت، بلغ تعداد سكانها 541 نسمة حسب تعداد اليمن لعام 2004.